# Luke Varney
Pour les articles homonymes, voir Varney (homonymie).
Luke Ivan Varney, né le 28 septembre 1982 à Leicester, est un footballeur anglais qui évolue au poste d'attaquant au Burton Albion.

## Biographie
Le 7 juillet 2011, Luke Varney signe un contrat de trois ans avec Portsmouth.
Mais en raison de la relégation du club et de des problèmes financiers qui l'ont notamment engendré, il s'en va à Leeds United pour y signer un contrat de deux ans.
Le 16 mai 2014, il est libéré du Leeds United avant de rejoindre les Blackburn Rovers un mois et demi plus tard.
Le 20 février 2015 il est prêté à Ipswich Town.
À l'issue de la saison 2014-15, il est libéré par Blackburn Rovers. 
Le 18 décembre 2015, il rejoint Ipswich Town.
Le 12 août 2016, il s'engage de nouveau avec Ipswich Town jusqu'à janvier 2017.
Le 4 janvier 2017, il rejoint Burton Albion.
Le 28 septembre 2018, il rejoint Cheltenham Town .
Le 12 août 2020, il rejoint Burton Albion.

## Palmarès

### Distinctions personnelles
- 2007 Membre de l'équipe type de Football League One en 2007.